# Sant Pere de Vilamonera
Sant Pere de Vilamonera és una capella de la Torre de Rialb, al municipi de la Baronia de Rialb (Noguera), que forma part de l'Inventari del Patrimoni Arquitectònic de Catalunya.

## Situació
Es troba al sector central del municipi, als plans de la carena del vessant esquerre del Rialb, al nord de Politg i als peus de la masia de Vilamonera.
S'hi va des de la carretera asfaltada que uneix la C-1412b (de Ponts a Tremp) (al km. 12,7) amb Peramola a l'Alt Urgell. A 7 km. de la C-141b (41° 59′ 28″ N, 1° 13′ 00″ E / 41.991060°N,1.216578°E), una desviació cap al sud (senyalitzada "Camí de Vilamonera") porta en 400 metres a les runes de la masia. La capella queda sota mateix, a mitja costa, amagada pels arbustos i matolls. S'ha de cercar el millor camí.

## Descripció

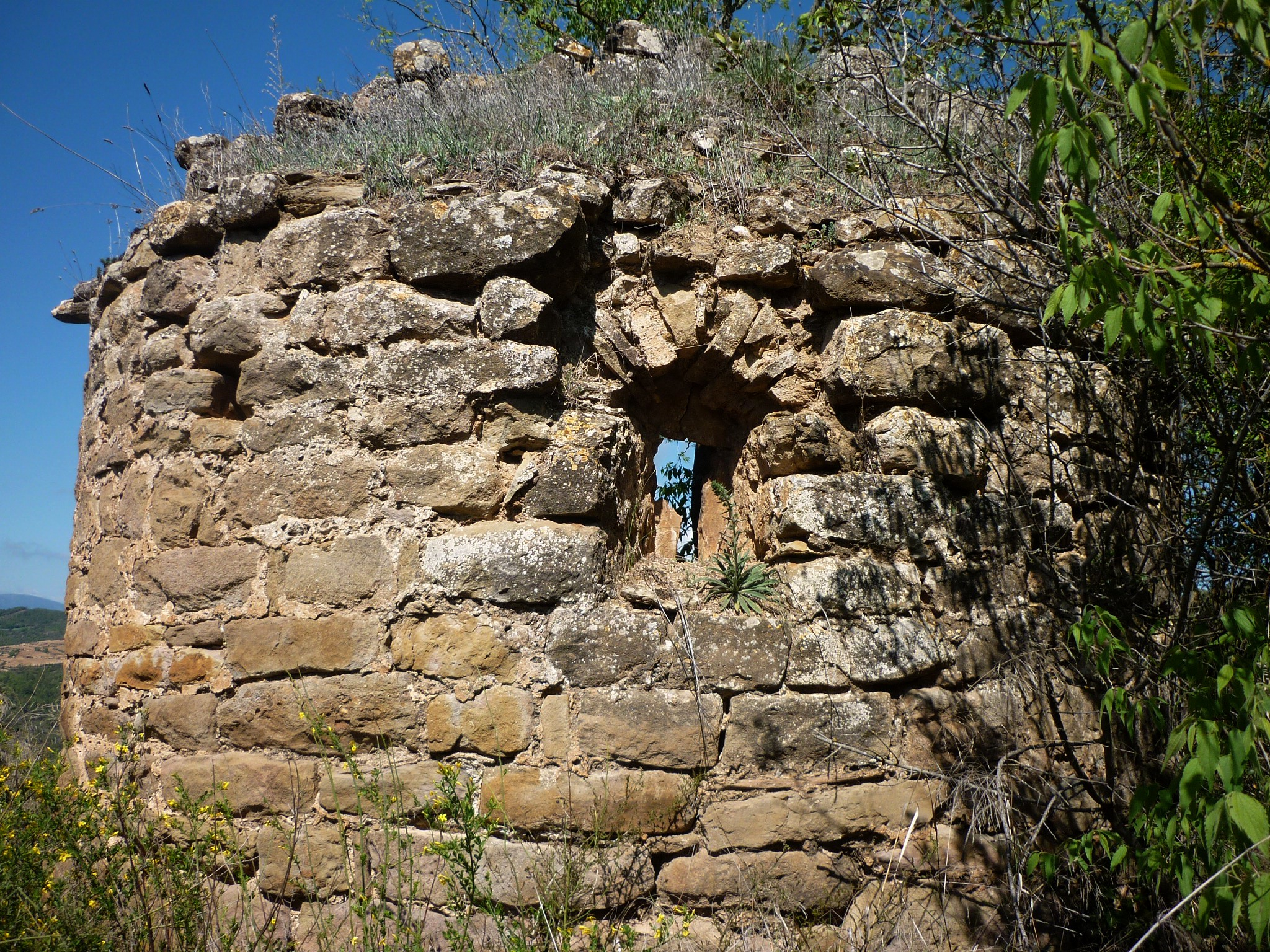
Absis

Es tracta d'un edifici, en estat ruïnós, format per una sola nau, amb coberta de volta de canó i absis semicircular a llevant, precedit per un arc presbiteral. De la porta, a la façana sud, només en queden els brancals. Es conserva una sola finestra de doble esqueixada a l'absis. Les façanes no tenen cap mena d'ornamentació i l'aparell dels murs és format per carreus a penes escairats i posats en filades uniformes i regulars. A la part baixa de l'absis i al sector de llevant trobem filades de carreus de grans dimensions sense polir. Les seves característiques constructives fan pensar que fou construït ben avançat el segle xii.